# Szymon Barna
Szymon Barna (ur. w 1940 w Złockim, zm. 14 września 2016 w Warszawie) – polski artysta fotograf. Członek rzeczywisty Okręgu Warszawskiego Związku Polskich Artystów Fotografików.

## Życiorys
Szymon Barna ukończył Wojskową Akademię Techniczną w Warszawie oraz Podyplomowe Studium Fotografii Naukowej i Technicznej (Uniwersytet Warszawski). W 1983 roku uczestniczył w wyprawie na Spitsbergen (z ramienia Polskiej Akademii Nauk), na której wykonał obszerną dokumentację fotograficzną z ekspedycji, po części zaprezentowaną na poekspedycyjnej wystawie fotograficznej.
Szczególne miejsce w twórczości Szymona Barny zajmowała fotografia pejzażowa oraz fotografia przyrodnicza – w zdecydowanej większości fotografia kwiatów. Szymon Barna jest autorem i współautorem wielu wystaw fotograficznych; indywidualnych, zbiorowych, poplenerowych, pokonkursowych. Brał aktywny udział w krajowych i międzynarodowych konkursach fotograficznych, zdobywając wiele nagród, wyróżnień, dyplomów, listów gratulacyjnych.
W 1996 roku Szymon Barna został przyjęty w poczet członków rzeczywistych Okręgu Warszawskiego Związku Polskich Artystów Fotografików. Jego fotografie wielokrotnie były wystawiane na cyklicznej (corocznej) Aukcji Fotografii Polskiej.
Zmarł 14 września 2016 roku w Warszawie, pochowany na cmentarzu parafialnym przy ul. Farbiarskiej.